# Kvarnbergets naturreservat
Kvarnbergets naturreservat är ett naturreservat i Ljusdals kommun i Gävleborgs län.
Området är naturskyddat sedan 2020 och är 99 hektar stort. Reservatet ligger norr om Orsa och består av Kvarnberget bevuxet med tallskog och granskog.